# Kup Zagrebačkog nogometnog saveza 2008./09.
Kup Zagrebačkog nogometnog saveza za sezonu 2008./09. je igran od rujna 2008. do lipnja 2009. godine 
 U kupu nastupaju klubovi s područja Grada Zagreba, a pobjednik i finalist natjecanja natjecanja su stekli pravo nastupa u pretkolu Hrvatskog kupa u sezoni 2009./10. 

Kup je osvojio Hrvatski dragovoljac iz Zagreba, pobijedivši u završnici Croatiu iz Sesveta. 

## Sudionici
U natjecanju je sudjelovalo 49 klubova, prikazani prema pripadnosti ligama u sezoni 2008./09. 
| 1. HNL (I.) - Croatia Sesvete 2. HNL (II.) - Hrvatski dragovoljac Zagreb - Lokomotiva Zagreb 3. HNL – Zapad (III.) - Lučko - Maksimir Zagreb - Rudeš Zagreb - Vrapče Zagreb 4. HNL – Središte A (IV.) - Dubrava Zagreb - Kustošija Zagreb - Ponikve Zagreb - Sloga-Gredelj Zagreb - Špansko Zagreb - Tekstilac-Ravnice Zagreb - Trešnjevka Zagreb - Trnje Zagreb - ZET Zagreb | 1. Zagrebačka liga (V.) - Concordia Zagreb - Dinamo Odranski Obrež - Ivanja Reka - Jarun Zagreb - Mladost Buzin - Odra - Omladinac Odranski Strmec - Polet Sveta Klara (Zagreb) - Prečko Zagreb - Prigorje Markuševec (Zagreb) - Radnik Sesvete - Sava Zagreb - Sesvetski Kraljevec (Sesvete) - Šparta Elektra Zagreb | 2. Zagrebačka liga (VI.) - Blato Zagreb - Botinec Zagreb - Čehi (Gornji Čehi) - Hrvatski Leskovac - Kašina - Mala Mlaka - Mladost Donji Dragonožec - Nur Zagreb - Podsused Zagreb - Prigorje Žerjavinec - Sava Jakuševec (Zagreb) - Studentski grad Zagreb | 3. Zagrebačka liga (VII.) - Brezovica - Gavran Zagreb - Horvati 1975 - Hrašće (Hrašće Turopoljsko) - RIZ Odašiljači Zagreb - Uljanik Zagreb - Zelengaj Zagreb |

## Rezultati

### 1. kolo
Igrano 3. rujna 2008. 
| klub1                       | klub2                    | rez.            |                                                         |
| --------------------------- | ------------------------ | --------------- | ------------------------------------------------------- |
| Nur Zagreb                  | Studentski grad Zagreb   | _:_ (6:8 11 m)  | Studentski grad prošao boljim izvođenjem jedanaesteraca |
| Botinec Zagreb              | Hrvatski Leskovac        | 3:1             |                                                         |
| Kašina                      | Prigorje Žerjavinec      | _:_ (5:7 11 m)  | Prigorje prošlo boljim izvođenjem jedanaesteraca        |
| Sava Jakuševec (Zagreb)     | Čehi (Gornji Čehi)       | 2:4             |                                                         |
| RIZ Odašiljači Zagreb       | Zelengaj Zagreb          | _:_ (5:3 11 m)  | RIZ Odašiljači prošli boljim izvođenjem jedanaesteraca  |
| Uljanik Zagreb              | Mala Mlaka               | 1:8             |                                                         |
| Horvati 1975                | Mladost Donji Dragonožec | _:_ (2:4 11 m)  | Mladost prošla boljim izvođenjem jedanaesteraca         |
| Hrašće (Hrašće Turopoljsko) | Brezovica                | 3:6             |                                                         |
| Gavran Zagreb               | Blato Zagreb             | 1:3             |                                                         |
| Podsused Zagreb             | Podsused Zagreb          | Podsused Zagreb | slobodni                                                |

### 2. kolo
Igrano 24. rujna 2008. 
| klub1                      | klub2                         | rez.           |                                                   |
| -------------------------- | ----------------------------- | -------------- | ------------------------------------------------- |
| Prečko Zagreb              | Botinec Zagreb                | _:_ (3:1 11 m) | Prečko prošlo boljim izvođenjem jedanaesteraca    |
| Polet Sveta Klara (Zagreb) | Šparta Elektra Zagreb         | 3:1            |                                                   |
| Čehi (Gornji Čehi)         | Odra                          | _:_ (4:5 11 m) | Odra prošla boljim izvođenjem jedanaesteraca      |
| Studentski grad Zagreb     | Prigorje Markuševec (Zagreb)  | 2:1            |                                                   |
| Radnik Sesvete             | Omladinac Odranski Strmec     | _:_ (4:5 11 m) | Omladinac prošao boljim izvođenjem jedanaesteraca |
| Blato Zagreb               | Sesvetski Kraljevec (Sesvete) | 0:4            |                                                   |
| Podsused Zagreb            | Jarun Zagreb                  | 0:1            |                                                   |
| Prigorje Žerjavinec        | Mladost Buzin                 | 3:1            |                                                   |
| Brezovica                  | Sava Zagreb                   | 1:2            |                                                   |
| Ivanja Reka                | Dinamo Odranski Obrež         | 1:4            |                                                   |
| Mala Mlaka                 | Mladost Donji Dragonožec      | 1:2            |                                                   |
| Concordia Zagreb           | RIZ Odašiljači Zagreb         | 9:0            |                                                   |

### 3. kolo
Igrano 8. i 9. listopada 2008. 
| klub1                         | klub2                      | rez.           |                                                         |
| ----------------------------- | -------------------------- | -------------- | ------------------------------------------------------- |
| Odra                          | Prečko Zagreb              | 2:0            |                                                         |
| Mladost Donji Dragonožec      | Omladinac Odranski Strmec  | _:_ (3:5 11 m) | Omladinac prošao boljim izvođenjem jedanaesteraca       |
| Prigorje Žerjavinec           | Studentski grad Zagreb     | _:_ (2:5 11 m) | Studentski grad prošao boljim izvođenjem jedanaesteraca |
| Sesvetski Kraljevec (Sesvete) | Polet Sveta Klara (Zagreb) | 0:4            |                                                         |
| Sava Zagreb                   | Concordia Zagreb           | 3:2            |                                                         |
| Jarun Zagreb                  | Dinamo Odranski Obrež      | 7:2            |                                                         |

### 4. kolo
Igrano 22. listopada i 4. studenog 2008. 
| klub1                     | klub2                      | rez.           |                                                  |
| ------------------------- | -------------------------- | -------------- | ------------------------------------------------ |
| Sloga-Gredelj Zagreb      | Sava Zagreb                | 5:2            |                                                  |
| Trnje Zagreb              | Dubrava Zagreb             | 3:0            |                                                  |
| Omladinac Odranski Strmec | ZET Zagreb                 | 2:1            |                                                  |
| Špansko Zagreb            | Trešnjevka Zagreb          | 3:2            |                                                  |
| Tekstilac-Ravnice Zagreb  | Polet Sveta Klara (Zagreb) | 2:0            |                                                  |
| Studentski grad Zagreb    | Odra                       | 1:3            |                                                  |
| Ponikve Zagreb            | Rudeš Zagreb               | 0:1            |                                                  |
| Vrapče Zagreb             | Lučko                      | 3:1            |                                                  |
| Maksimir Zagreb           | Kustošija Zagreb           | 2:2 (4:1 11 m) | Maksimir prošao boljim izvođenjem jedanaesteraca |
| Jarun Zagreb              | Jarun Zagreb               | Jarun Zagreb   | slobodni                                         |

### 5. kolo
Igrano 31. ožujka i 1. travnja 2009. 
| klub1                     | klub2                       | rez.           |                                                              |
| ------------------------- | --------------------------- | -------------- | ------------------------------------------------------------ |
| Jarun Zagreb              | Maksimir Zagreb             | 0:3            |                                                              |
| Rudeš Zagreb              | Lokomotiva Zagreb           | 4:3            |                                                              |
| Odra                      | Croatia Sesvete             | 0:2            |                                                              |
| Špansko Zagreb            | Tekstilac-Ravnice Zagreb    | _:_ (7:5 11 m) | Špansko prošlo boljim izvođenjem jedanaesteraca              |
| Sloga-Gredelj Zagreb      | Hrvatski dragovoljac Zagreb | _:_ (5:6 11 m) | Hrvatski dragovoljac prošao boljim izvođenjem jedanaesteraca |
| Omladinac Odranski Strmec | Trnje Zagreb                | 2:4            |                                                              |
| Vrapče Zagreb             | Vrapče Zagreb               | Vrapče Zagreb  | slobodni                                                     |

### Četvrtzavršnica
Igrano 28. i 29. travnja 2009. 
| klub1                       | klub2                       | rez.                        |                                               |
| --------------------------- | --------------------------- | --------------------------- | --------------------------------------------- |
| Maksimir Zagreb             | Špansko Zagreb              | 1:0                         |                                               |
| Croatia Sesvete             | Vrapče Zagreb               | 3:1                         |                                               |
| Trnje Zagreb                | Rudeš Zagreb                | 3:3 (7:6 11 m)              | Trnje prošlo boljim izvođenjem jedanaesteraca |
| Hrvatski dragovoljac Zagreb | Hrvatski dragovoljac Zagreb | Hrvatski dragovoljac Zagreb | slobodni                                      |

### Poluzavršnica
Igrano 13. svibnja 2009. 
| klub1           | klub2                       | rez. |  |
| --------------- | --------------------------- | ---- |  |
| Trnje Zagreb    | Hrvatski dragovoljac Zagreb | 0:2  |  |
| Maksimir Zagreb | Croatia Sesvete             | 2:3  |  |

### Završnica
Igrano 3. lipnja 2009. 
| klub1                       | klub2           | rez. |                                           |
| --------------------------- | --------------- | ---- | ----------------------------------------- |
| Hrvatski dragovoljac Zagreb | Croatia Sesvete | 1:0  | Hrvatski dragovoljac pobjednik Kupa ZNS-a |

## Poveznice
- Zagrebački nogometni savez
- Kup Zagrebačkog nogometnog saveza